# Prokuratura apelacyjna
Prokuratura apelacyjna – dawna powszechna jednostka organizacyjna polskiej prokuratury (jednostka organizacyjna polskiej prokuratury w pionie cywilnym). 4 marca 2016 weszła w życie nowa ustawa dot. ustroju prokuratury. Wprowadziła prokuratury regionalne w miejsce prokuratur apelacyjnych.

## Funkcje
Do podstawowych zadań prokuratury apelacyjnej należało zapewnienie udziału prokuratora w postępowaniach prowadzonych na podstawie ustawy przed sądem apelacyjnym i wojewódzkim sądem administracyjnym, prowadzenie i nadzorowanie postępowań przygotowawczych w sprawach ścigania przestępczości zorganizowanej i korupcji, sprawowanie nadzoru instancyjnego i służbowego nad postępowaniami prowadzonymi w prokuraturach okręgowych, a także prowadzenie wizytacji prokuratur okręgowych i rejonowych.

## Organizacja
Prokuraturę apelacyjną tworzono dla obszaru właściwości co najmniej dwóch prokuratur okręgowych. Właściwości miejscowe prokuratur apelacyjnych nie pokrywały się z podziałem administracyjnym Polski, chociaż były zbliżone do obszaru województw. Prokuraturą apelacyjną kierował prokurator apelacyjny, który był prokuratorem przełożonym prokuratorów prokuratury apelacyjnej oraz prokuratur niższego szczebla (okręgowych i rejonowych).
Organem samorządu prokuratorskiego na szczeblu apelacji było kolegium prokuratury apelacyjnej. W prokuraturze apelacyjnej działało też zgromadzenie prokuratorów.
Istniało 11 prokuratur apelacyjnych w: Białymstoku, Gdańsku, Katowicach, Krakowie, Lublinie, Łodzi, Poznaniu, Rzeszowie, Szczecinie, Warszawie oraz Wrocławiu.